# ولادیمیر پائولاک
ولادیمیر پائولاک (انگلیسی: Waldemar Pawlak؛ زادهٔ ۵ سپتامبر ۱۹۵۹) یک سیاست‌مدار اهل لهستان است.